# 山田郡 (尾張國)
山田郡為過去在7世紀至16世紀期間，位於日本尾張國西部的郡，後被廢除，原轄區分割後分別被併入春日井郡和愛知郡。
過去的轄區推測東至尾張國與美濃國、三河國交界的三國山，北至玉野川（現在的内川），南至尾張國與三河國邊境的境川，其範圍相當於現在的瀨戶市、尾張旭市、長久手市、日進市及名古屋市的守山區和名東區。

## 歷史
山田郡的地名最早被記載於日本書紀中，其中記錄了676年舉行的大嘗祭中，儀式中悠紀殿即位於山田郡。
大約12世紀開始，浦野重直之子繼承山田郡的領地後，開始使用山田氏之名，成為山田重滿，此後至約14世紀時，山田郡一直都是由山田氏所統治。
由於山田郡在史料中最後出現在1548年的熊野神社相關的紀錄「尾州山田郡八事北迫菱野村」之中，而後在1570年的文獻中開始出現「春日郡山田庄小幡長谷村」的紀錄，因此一般認為山田郡是在約16世紀中被廢除，大約以矢田川附近為界，以北被併入春日井郡，以南被併入愛知郡。